# Маврикій Зильберштайн
Маври́кій Зильбершта́йн (справжнє ім'я — Мойсей-Давид, пол. Maurycy Silberstein, 1857, Львів — 3 вересня 1912, там само) — львівський архітектор.

## Біографія
Народився у Львові, в єврейській родині. У 1877—1884 роках навчався у львівській Вищій технічній школі. Отримав патент на архітектурну діяльність у Львові у 1886 році. Спорудження спроєктованих будинків доручав старшому братові Якубові. Від 1 січня 1907 член Політехнічного товариства у Львові. До 1900 року працював у стилі історизму, пізніше — у стилі сецесії. Для будівель Зильберштайна характерним є застосування примхливих хвилястих аттиків і характерного для орнаментальної сецесії мотиву стилізованого полум'я, квітів, жіночих голів.
Роботи
- Реконструкція синагоги Хадашим на вулиці Вугільній, 3 у Львові. Добудовано внутрішню сходову клітку, яка веде на галереї, та ліквідовано зовнішню. 1888 рік[2].
- Реконструкція санвузлів правої офіцини будинку на площі Ринок, 12 (1894, співавтор Якуб Крох)[3].
- Чиншові кам'яниці № 3—19 у стилі неоренесансу на вулиці Гуцульській (1892—1896, співавтор Якуб Крох).
- 1891—1895 роки — чиншові кам'яниці № 4—10 (співавтор Анджей Ґоломб), 7—11а (співавтор Альфред Каменобродський) на вулиці Лисенка.
- Чотири триповерхових житлових будинки на вул. Кохановського, 5, 7 (нині вул. Левицького), вул. Кльоновича, 3 та вул. Мілковського, 4 (нинішня вул. Гулака-Артемовського) (співавтор Якуб Крох; 1893)[4].
- Житловий триповерховий будинок на вул. Кльоновича, 6 (співавтор Якуб Крох; 1895)[5].
- Будинок з театральною залою товариства «Яд Харузим» на вулиці Шолом-Алейхема, 11 (1896).
- Будинок № 29 на проспекті Свободи (1902, співавтор Якуб Крох).
- Реконструкція піддашшя хасидської передміської синагоги «Хасидим Шуль» на розі вулиць Лазневої та Божничої (нинішня вулиця Сянська, 4; спільно з Артуром Шлеєном)[6][7].
- Північна і південна прибудови зі сходовими клітками до синагоги поступовців у Львові (1907)[8][7].
- Будинки № 8, 8а, 8б на вулиці Устияновича (1907)[7].
- Будинки № 12, 14 на вулиці Новаківського (1909)[7].
- Три триповерхових житлових будинки на вул. Алли Горської, 9 та вулиці Федьковича, 24, 26 (1909))[7].

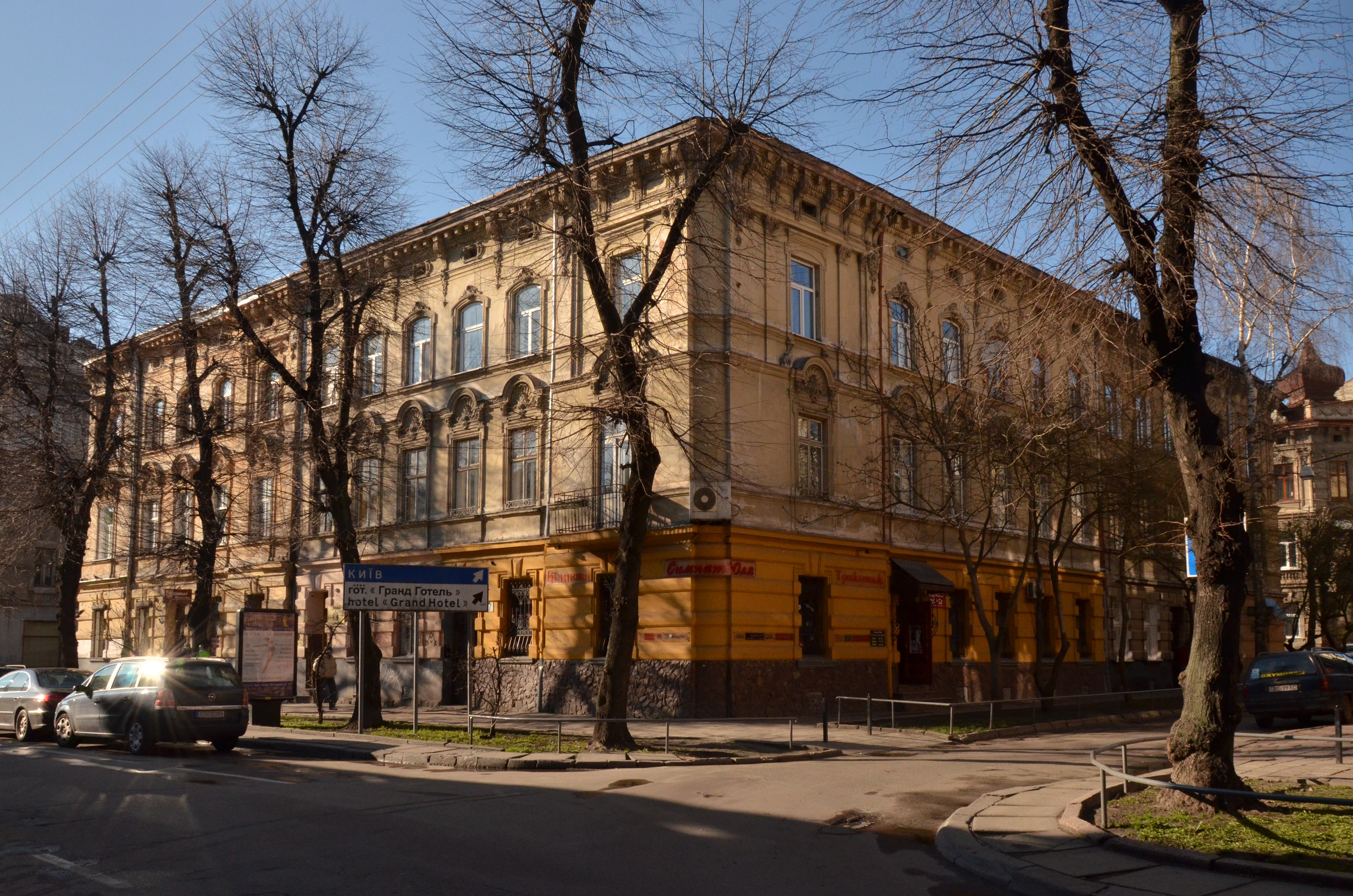
Житлові будинки (вул. Левицького, 5, 7)
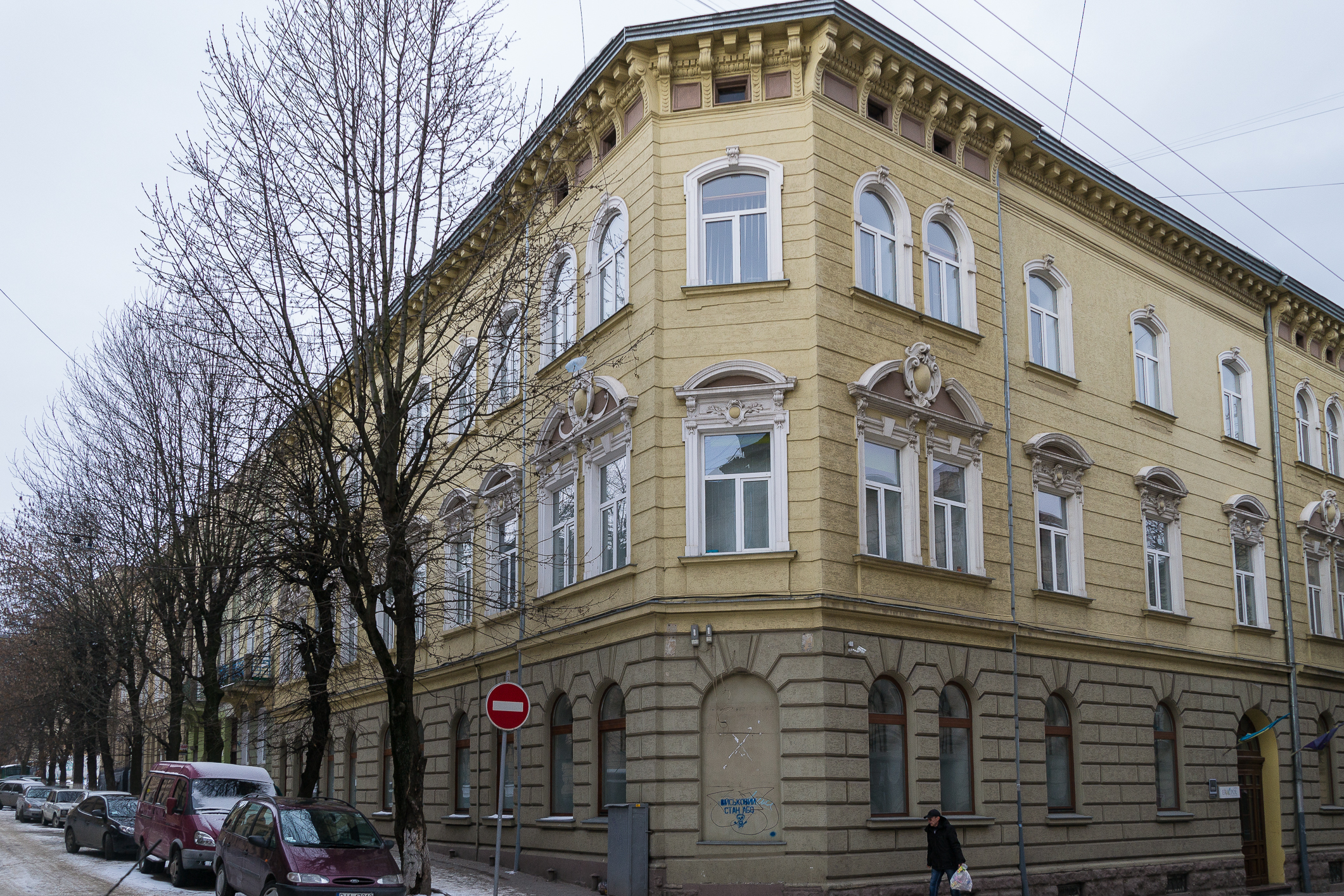
Будинок товариства єврейських ремісників «Яд Харузим» (вул. Шолом-Алейхема, 11)
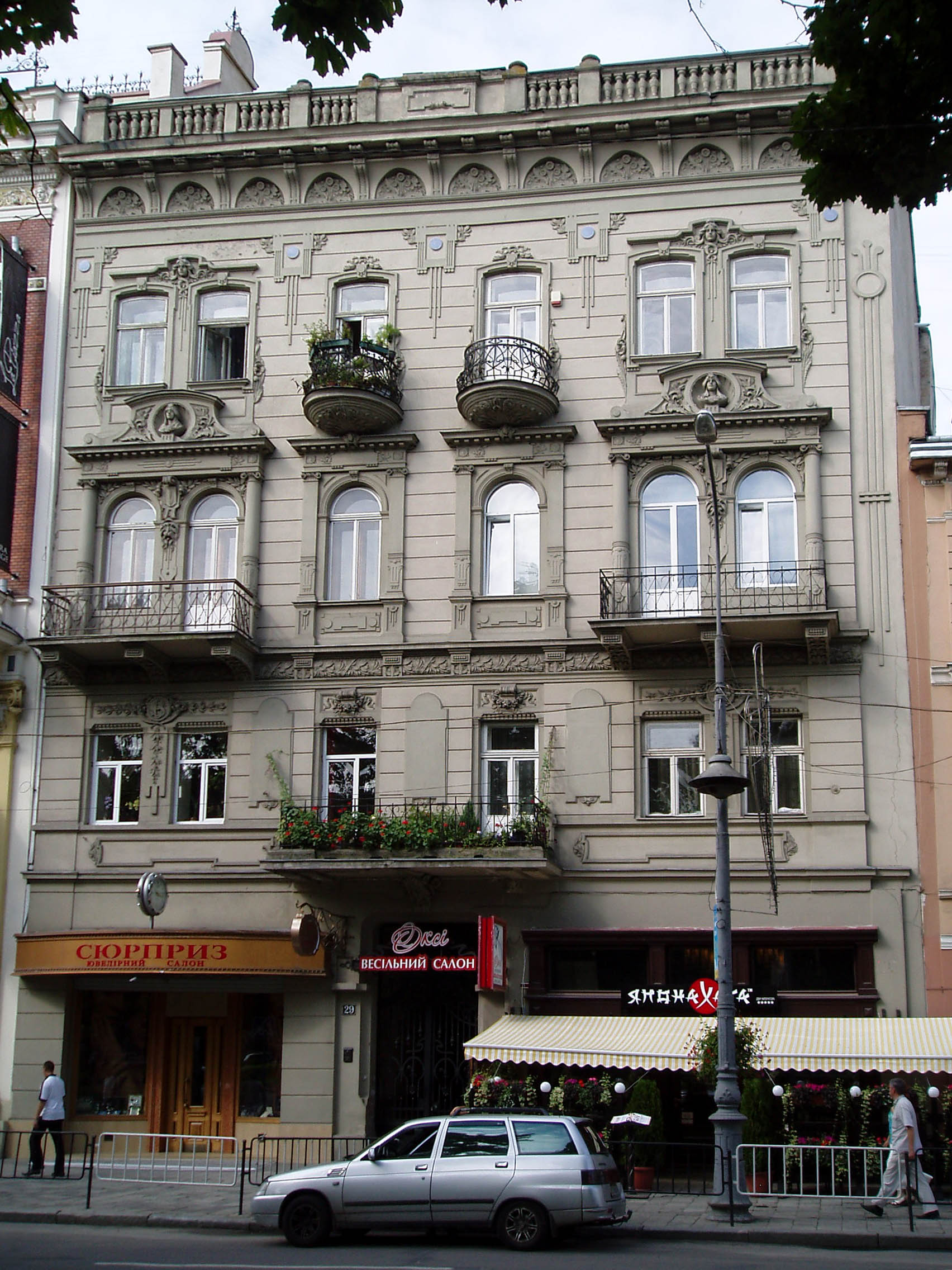
Житловий будинок (пр-кт Свободи, 29)
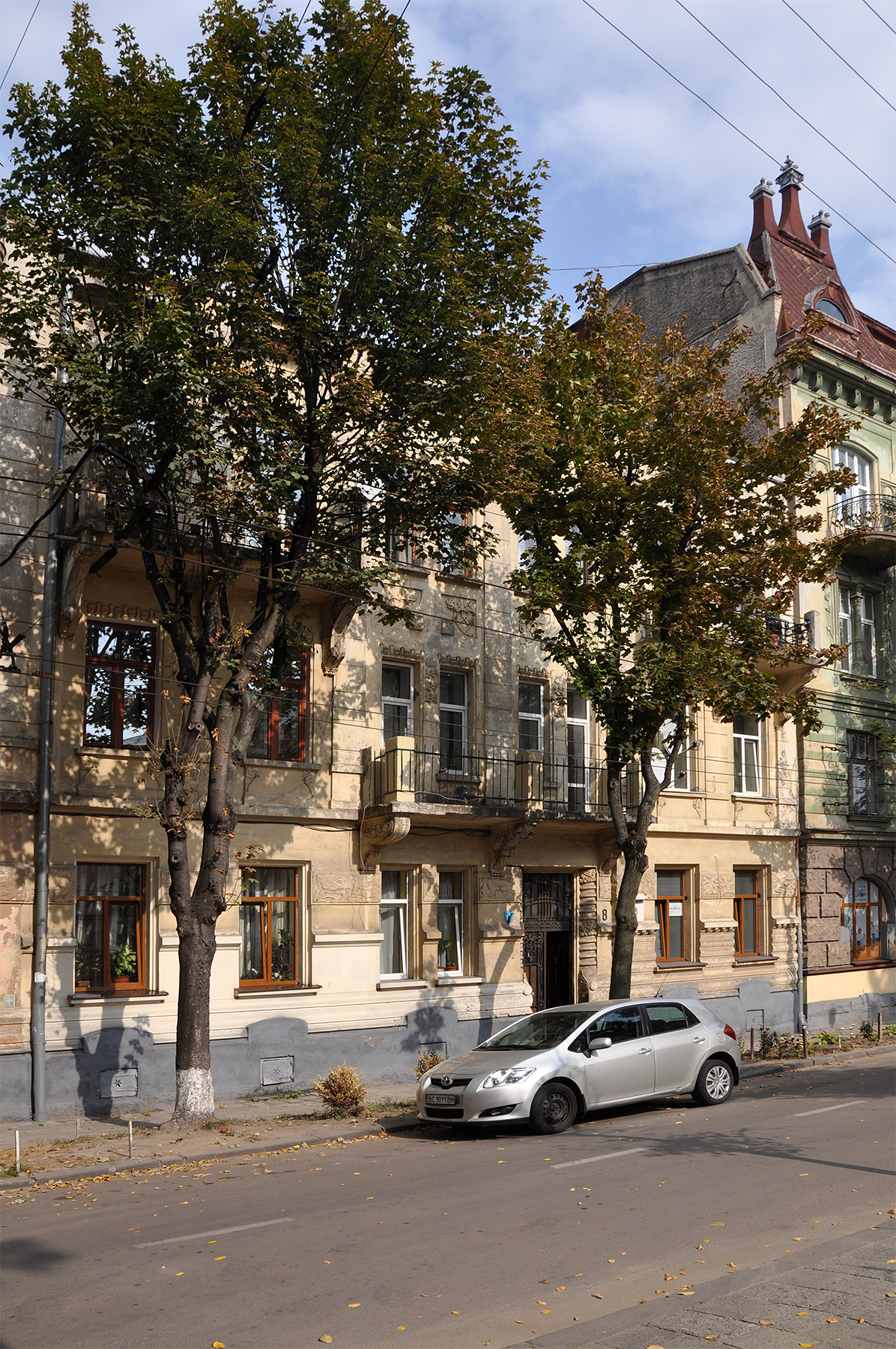
Житловий будинок (вул. Устияновича, 8)
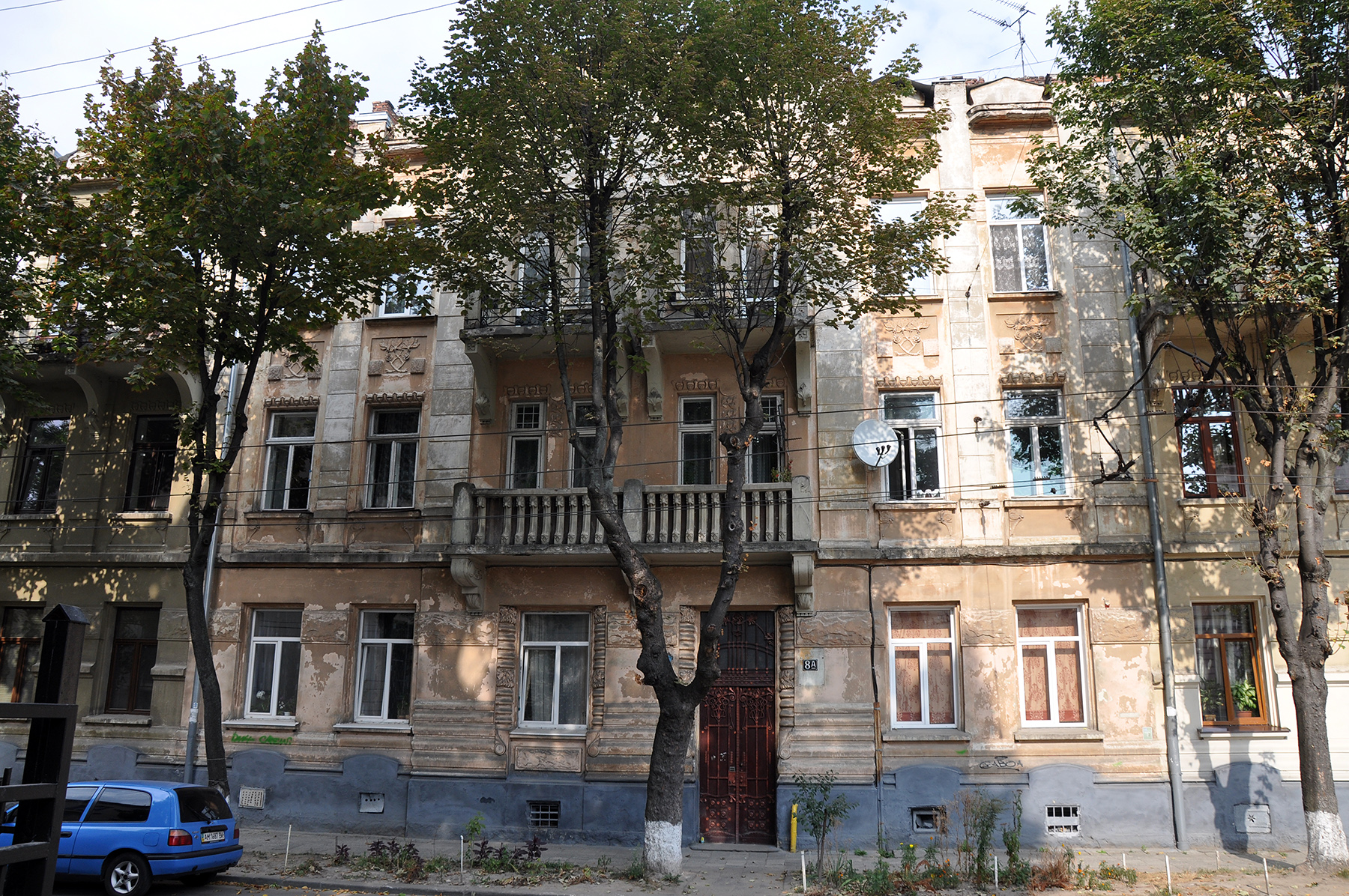
Житловий будинок (вул. Устияновича, 8а)
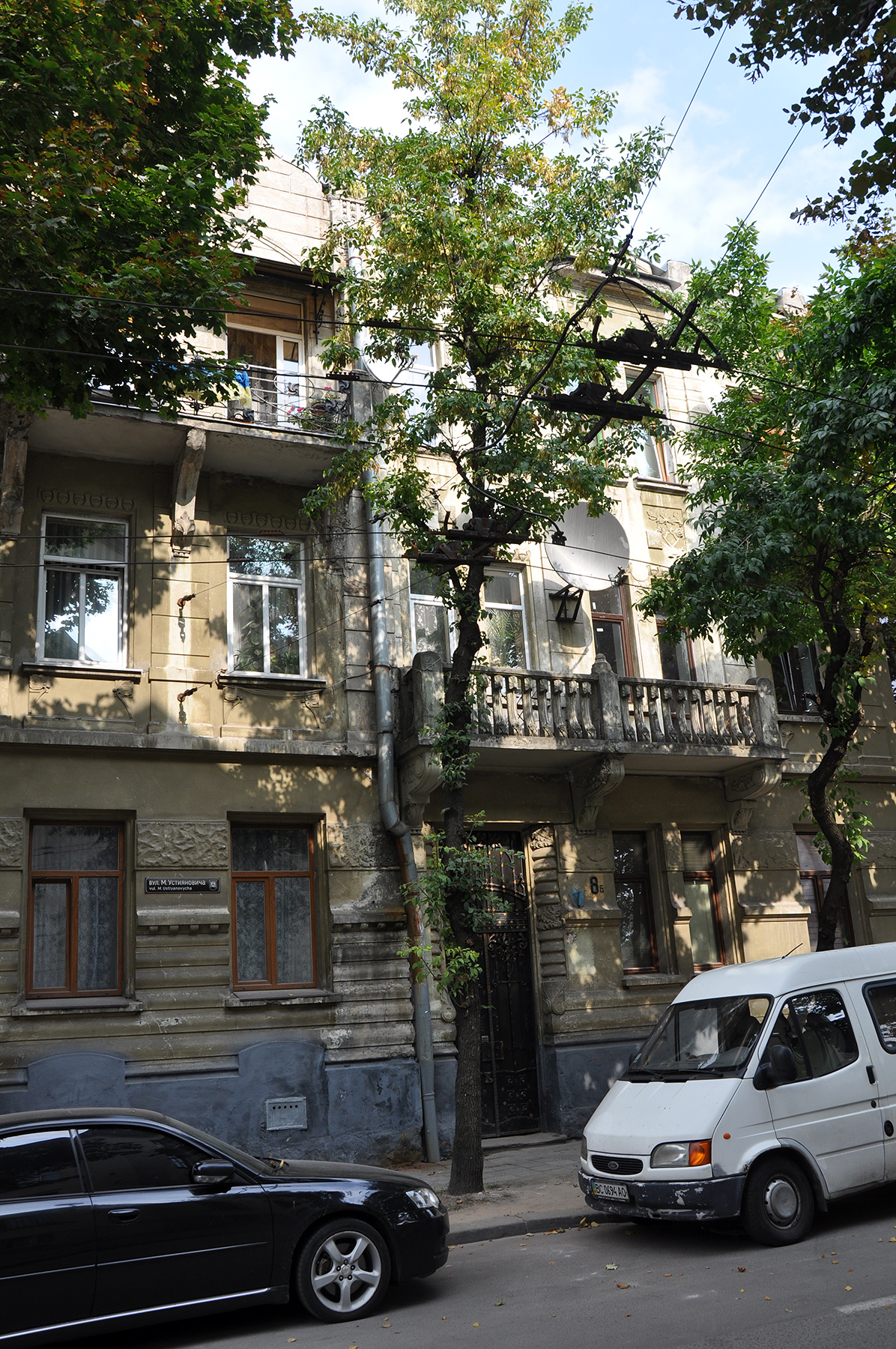
Житловий будинок (вул. Устияновича, 8б)
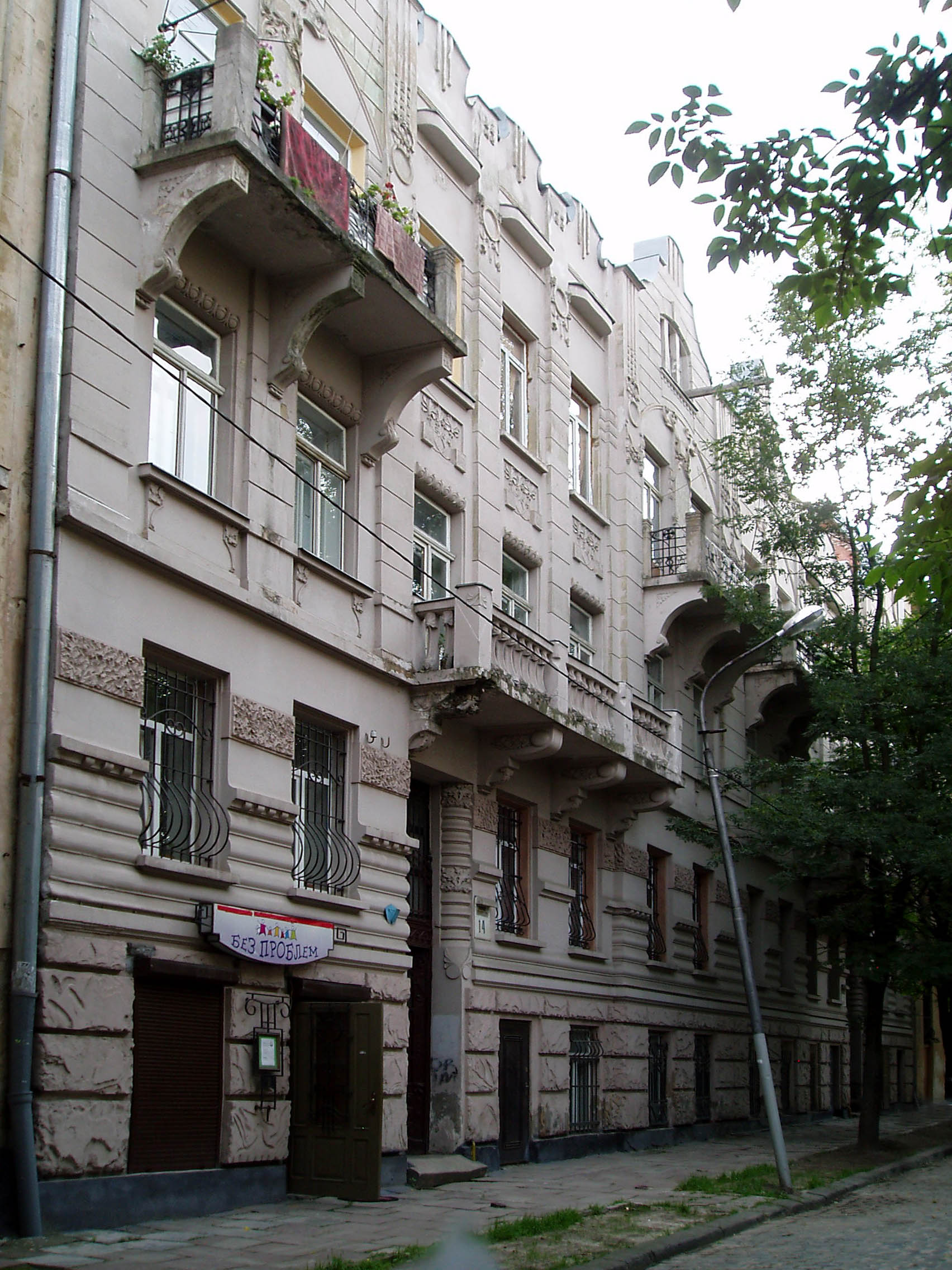
Кам'яниця (вул. Новаківського, 12/14)
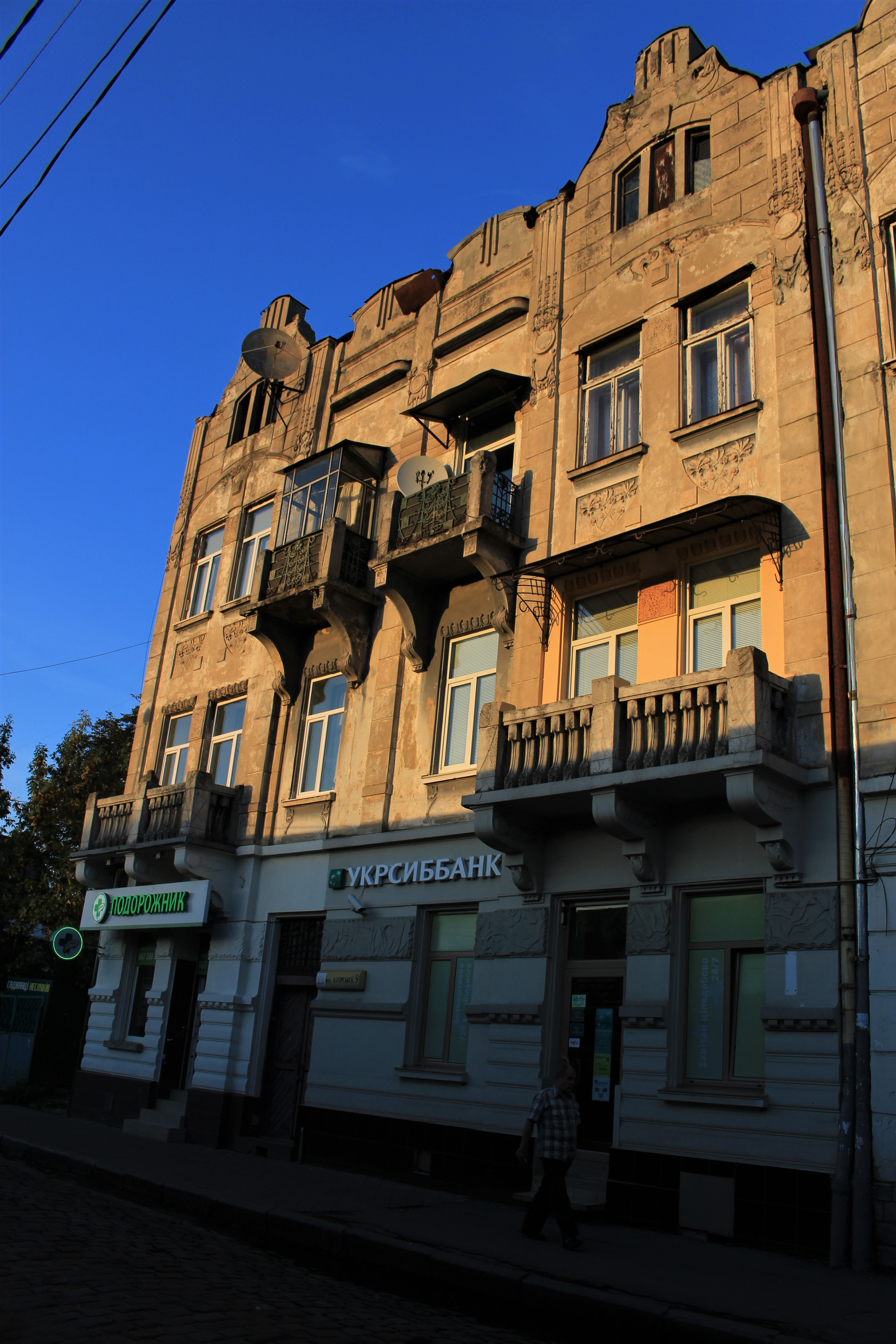
Житловий будинок (вул. Алли Горської, 9)
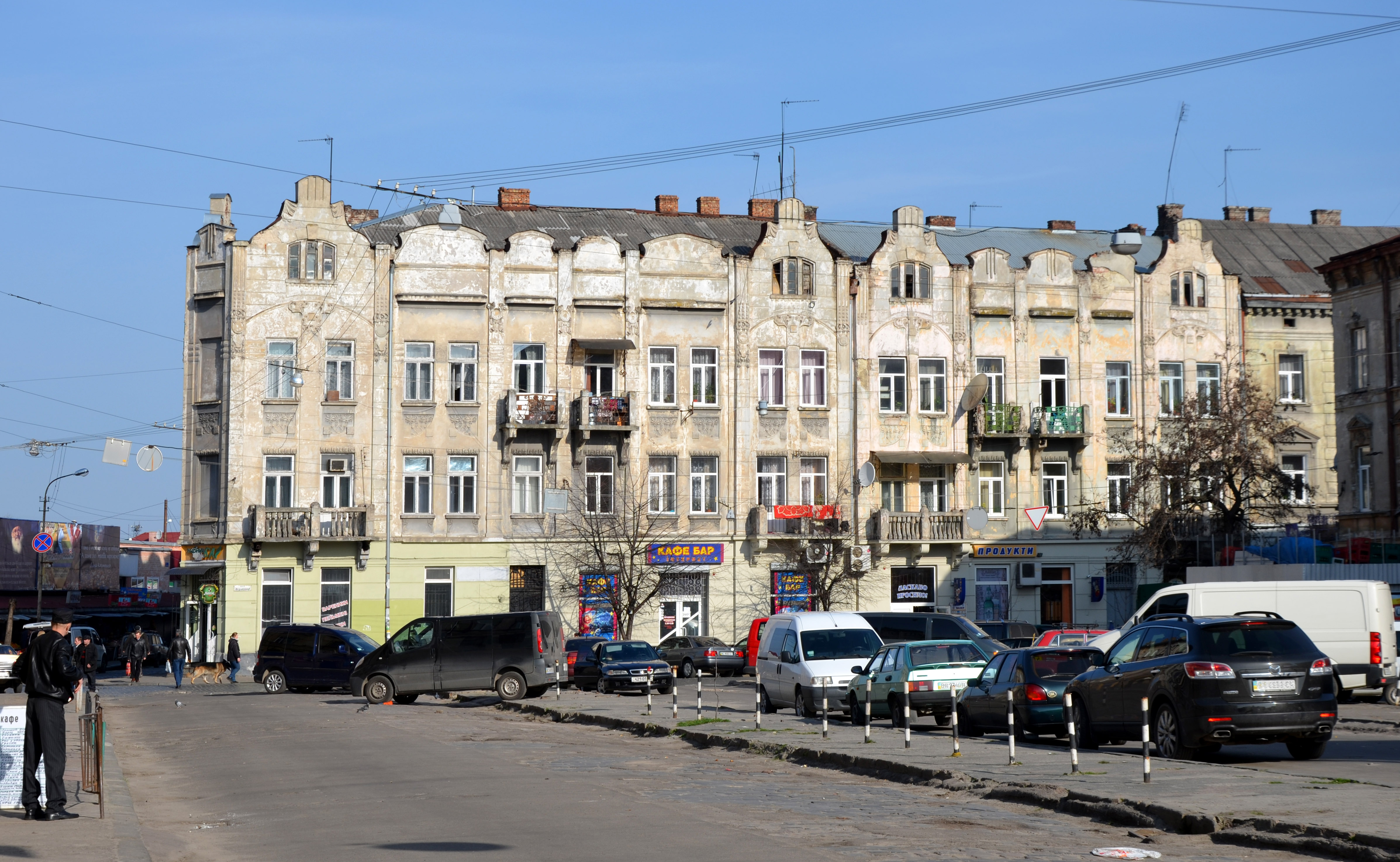
Житлові будинки (вул. Федьковича, 24, 26)